# RarUty
RarUty（らるちー）は、数多くの圧縮形式に対応したWindows用解凍ソフトウェアである。圧縮ファイルの展開・解凍以外にも、ファイル圧縮のほか、分割ファイルの結合処理や暗号化ファイルの復号にも対応している。
サポートは既に終了。更新も終了している。

## 概説
RarUtyは数多くの圧縮形式に対応した無償の国産ソフトウェアであり、また多くの分割形式や暗号化形式にも対応、CRC比較機能や簡易的なヘッダダンパーも搭載しており、当時としては利便性が高いソフトウェアであった。RarUtyの開発・サポートが終了したのちも、複数の模倣ソフトウェア（操作性やGUIまで似せたもの）が登場した。
対応OSは公式にはWindows 95およびWindows 98、Windows NT 4.0である。これらの後継OSであるWindows MeやWindows 2000、Windows XPでも一応は動作するが、正常動作の保障はない。

## 対応形式
RarUtyは、圧縮ファイルの展開およびファイルの圧縮については基本的に外部dllに依存しているため、形式ごとの外部dllを別に導入しないと展開や圧縮ができない。ただし、例外的にYZ1/HQXについてはソフトウェア自体に内蔵しているため、外部dllを用意せずとも展開（YZ1については圧縮もサポート）を行うことが可能であった。

### 展開
RarUtyにより展開・解凍することができる圧縮形式は、以下の通りである。
- LHA (LZH)
- ZIP
- CAB
- RAR
- ARJ
- TAR
- TAZ
- TGZ
- GZ
- Z
- BZIP2 (BZ2)
- ACE
- ISH
- HQX
- DeepFreezer (YZ1)
- MS-Compress

### 圧縮
RarUtyにより圧縮が可能な形式は、以下の通りである。展開が可能な形式数よりも限られる。
- LHA (LZH)
- ZIP
- CAB
- RAR
- TAR
- BZIP2 (BZ2)
- ISH
- DeepFreezer (YZ1)

### その他の対応形式
当時一定の需要があった分割形式や暗号・埋め込み（インプラント）形式の各種にも対応していた。

### その他の主な機能
CRC（巡回冗長検査）、簡易ヘッダダンパー、拡張子変換、MIMEデコード、他

## VBランタイム
RarUtyはVisual Basicで開発されたソフトウェアであるため、実行するにはVB6かあるいはVB5のランタイムがシステムにインストールされている必要がある。